# 貝茨多夫湖

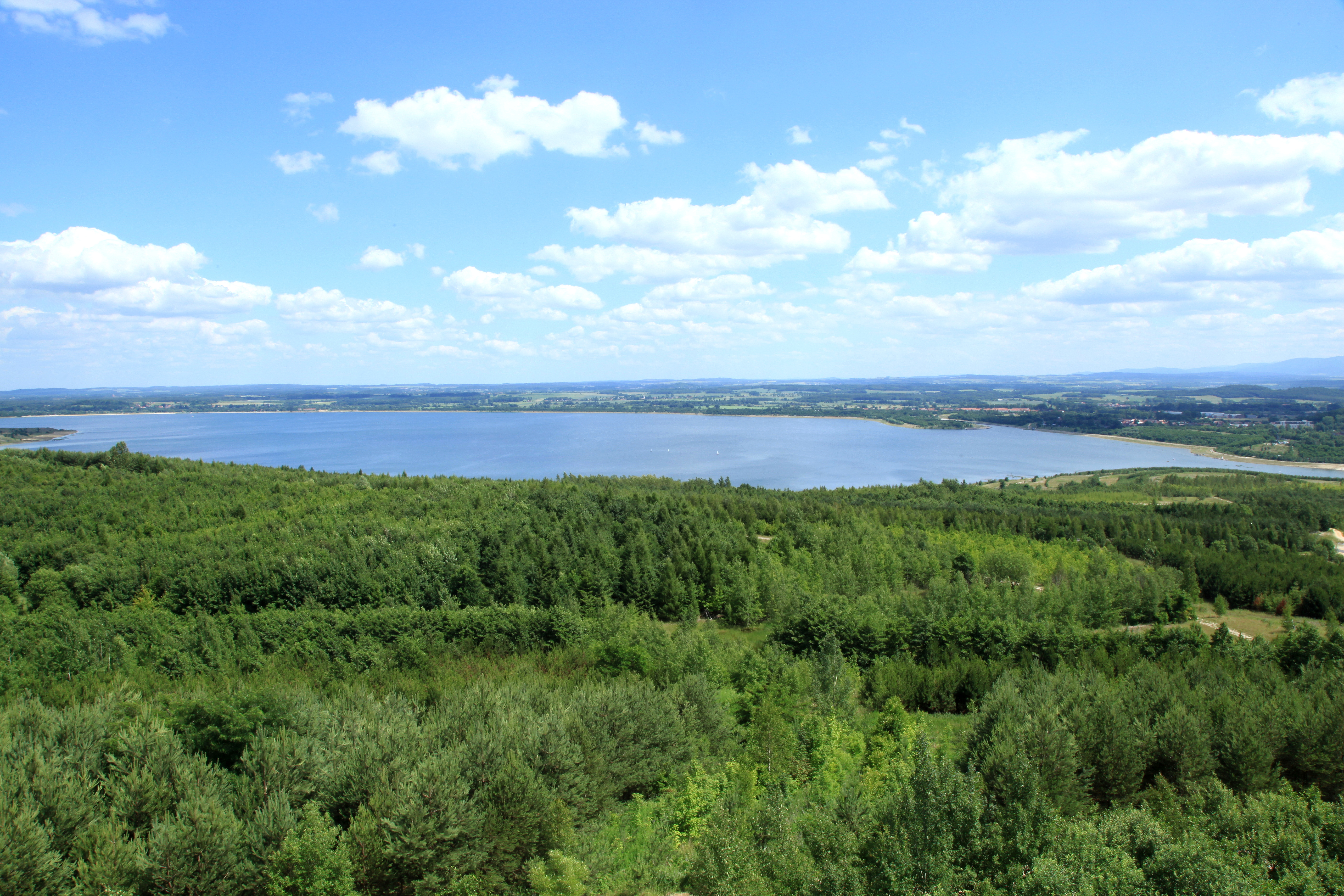

51°05′N 14°58′E / 51.09°N 14.96°E
貝茨多夫湖（德語：Berzdorfer See），是德國的湖泊，位於該國東部，由薩克森自由州負責管轄，面積9.6平方公里，海拔高度186米，最大水深72米，湖岸線長度18公里，水體容量3億3,000萬立方米。